# Phạm Văn Tráng
Phạm Văn Tráng (? - 1913) còn có tên là Nguyễn Thế Trung (khi hoạt động cách mạng), là chiến sĩ thuộc Việt Nam Quang phục hội ở đầu thế kỷ 20 trong lịch sử Việt Nam.

## Tiểu sử sơ lược
Phạm Văn Tráng là người Bát Tràng, nay thuộc huyện Gia Lâm, thành phố Hà Nội.
Thuở nhỏ, ông sống tại phố Hàng Nâu, tỉnh Nam Định. Ông vốn là người gan dạ, có chí khí, giỏi văn và võ. Ông từng dạy chữ Hán tại làng Hành Thiện.
Tháng 3 năm 1907, ông hăng hái hưởng ứng phong trào Đông Kinh nghĩa thục.
Năm 1912, Việt Nam Quang phục hội được thành lập do chí sĩ Phan Bội Châu đề xướng theo chủ nghĩa dân chủ với mục đích đánh đuổi người Pháp khỏi Đông Dương, ông liền tham gia.
Tháng 12 năm đó, Phạm Văn Tráng được cử sang Nam Ninh (Trung Quốc) dự đại hội đại biểu Việt Nam Quang phục hội. Tại đây, Phạm Văn Tráng tham gia "hiệp hội tử vì nghĩa", nhận nhiệm vụ ám sát toàn quyền Đông Dương Albert Sarraut và một số cộng sự đắc lực là người Việt như Hoàng Cao Khải (tổng đốc Hà Đông), Nguyễn Duy Hàn (tuần phủ Thái Bình)...nhằm "đánh thức đồng bào", "kêu gọi hồn nước".
Sau đó, ông cùng Nguyễn Khắc Cần đã bí mật đem một số quả tạc đạn trở về cất giấu ở Yên Viên (quê ông Cần, nay thuộc Gia Lâm, Hà Nội), rồi chia nhau đi thực hiện.
Ngày 12 tháng 4 năm 1913, Phạm Văn Tráng đứng đợi trên con đường chính của tỉnh lỵ Thái Bình. Khoảng 11 giờ 30 phút, xe kéo tuần phủ Nguyễn Duy Hàn chạy qua, ông Tráng liệng tạc đạn và giết chết viên tuần phủ. 
Vào lúc 7 giờ rưỡi tối ngày 26 tháng 4 năm 1913, khi khách hàng phần nhiều là người Pháp ngồi uống rượu và ăn ở sân trước, Nguyễn Khắc Cần và Nguyễn Văn Túy đã dùng tạc đạn giết chết hai trung tá Pháp là Chapuy, Mongrand và làm bị thương 6 người Pháp cùng 7 người Việt khác tại khách sạn Hà Nội trên đường Paul Bert (nay là số 2, phố Nguyễn Khắc Cần, Hà Nội).
Bị quân Pháp truy lùng gắt gao, Phạm Văn Tráng và Nguyễn Khắc Cần cùng các đồng chí khác trốn sang Trung Quốc, nhưng bị bắt ở biên giới Lạng Sơn. Trong cuộc khủng bố lần này, quân Pháp đã bắt cả thảy 254 người mang về giam tại Hà Nội.
Ngày 29 tháng 8 năm 1913, thực dân Pháp mở phiên tòa đại hình xét xử 87 người trong ba ngày liền. Ngày 5 tháng 9, bảy người trực tiếp tham gia mưu sát, bị tuyên án tử hình, đó là Phạm Văn Tráng, Nguyễn Khắc Cần, Phạm Đệ Quý, Vũ Ngọc Thụy, Phạm Hoàng Quế, Phạm Hoàng Triết, Phạm Văn Tiên. Cường Để, Phan Bội Châu ở nước ngoài cũng bị kết án tử hình vắng mặt. Còn số người khác thì bị kết án khổ sai chung thân lưu đày biệt xứ, hoặc tù giam từ 5 đến 10 năm.
Đến ngày 24 tháng 9, bảy người bị tuyên án tử hình lần lượt bị đưa lên máy chém tại nhà lao Hỏa Lò (Hà Nội).
Có người cho rằng khi ấy Phạm Văn Tráng chỉ mới 28 tuổi.

## Vinh danh
Tên ông được người ta đặt cho một con đường ở Quận 1, Thành phố Hồ Chí Minh nhưng ghi sai là "Nguyễn Văn Tráng". Việc sửa chữa đã được bàn bạc nhiều lần nhưng vẫn như cũ.